# Гран-Бильбао

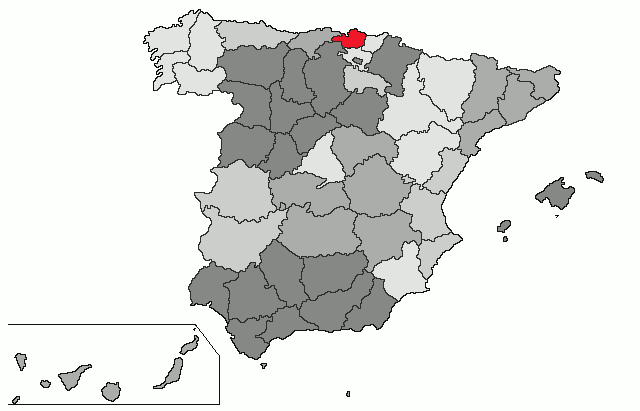

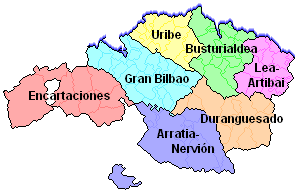

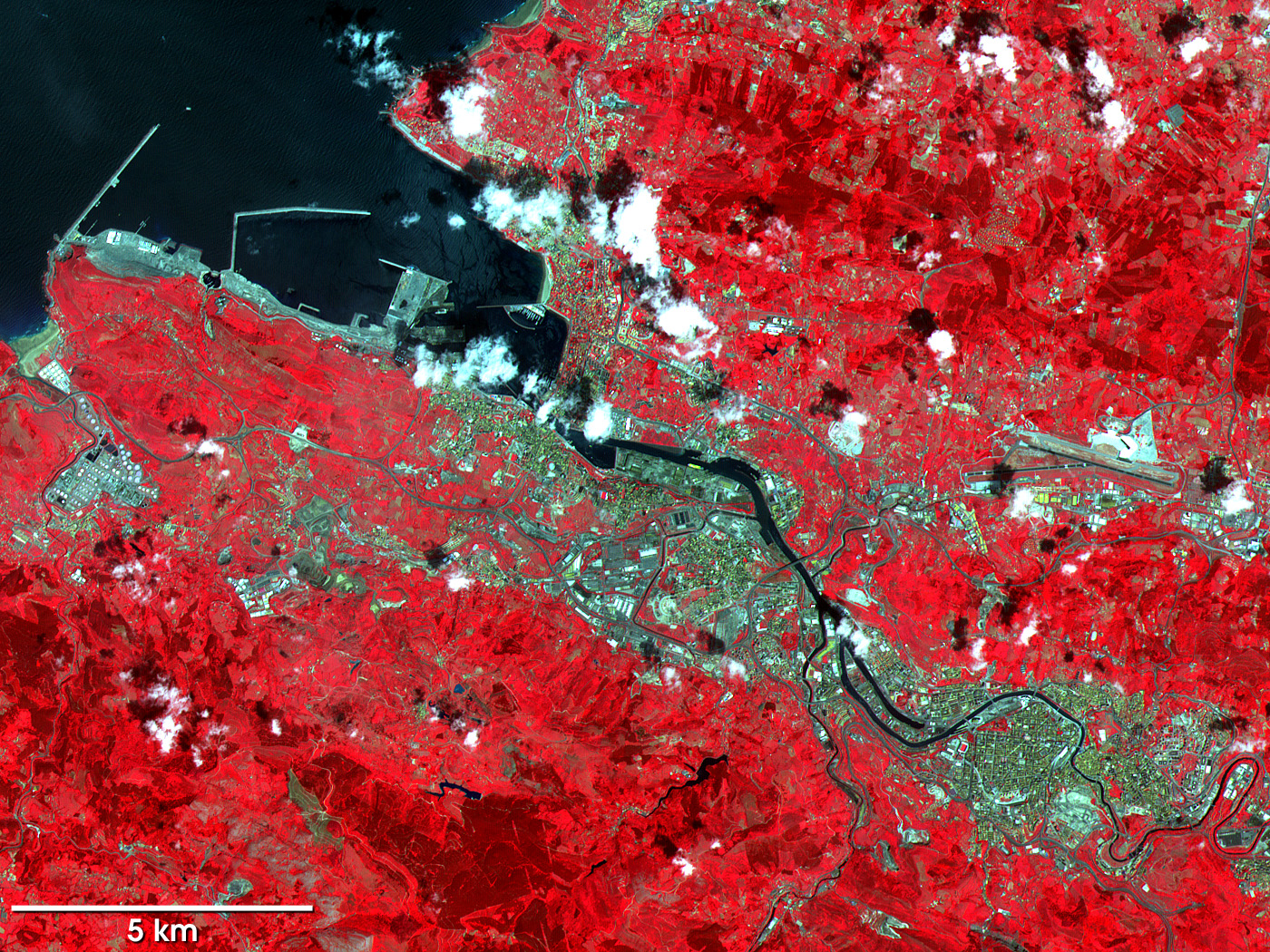

Гран-Бильбао (Бильбоалдеа) (баск. Bilboaldea, исп. Gran Bilbao)  — район (комарка) в Испании, входит в провинцию Бискайя в составе автономного сообщества Страна Басков.

## Муниципалитеты
1. Абанто-и-Сьервана
2. Алонсотеги
3. Арригорриага
4. Баракальдо
5. Басаури
6. Бильбао
7. Дерио
8. Эчеварри
9. Эрандио
10. Гальдакано
11. Гечо
12. Ларрабесуа
13. Лехона
14. Лесама
15. Лухуа
16. Ортуэлья
17. Португалете
18. Сантурсе
19. Сестао
20. Сондика
21. Сьервана
22. Валье-де-Трапага
23. Самудио (Бискайя)
24. Саратамо